# روبرت باور (أخصائي فطريات)
روبرت باور (بالألمانية: Robert Bauer) هو أخصائي فطريات ألماني، ولد في 20 مارس 1950 في Großbettlingen ‏ في ألمانيا، وتوفي في 8 سبتمبر 2014 في Neckartailfingen ‏ في ألمانيا.